# Прощай (новелла)
«Прощай» (фр. Adieu; в некоторых переводах — «Прощай!») — новелла Ги де Мопассана, опубликованная в журнале «Gil Blas» 18 марта 1884 года под псевдонимом Мофриньёз.
В 1885 году была опубликована в сборнике «Сказки дня и ночи».
Новеллу Мопассана сравнивают с «Красавицами» А. П. Чехова.

## Персонажи
- Анри Симон — «Ему было лет сорок пять, он уже отяжелел и облысел».
- Пьер Карнье — «чуток постарше» Анри Симона, «сухощавый и всё ещё живой».
- Жюли Лефевр — замужняя женщина, которая была влюблена в Карнье. «Взгляд, улыбка, завитки на шее, когда их шевелил ветерок, каждая чёрточка её лица, каждое мимолётное выражение, — всё восхищало, потрясало меня [Карнье], сводило с ума. Она заполонила, околдовала меня, от её жестов, движений, даже от вещей исходило какое-то очарование. Меня умиляла её вуалетка, лежавшая на столе, перчатки, брошенные на кресло. Её платья казались мне неподражаемыми, никто не носил таких шляпок». «Зато как я любил её! И какая она была красивая, милая и молодая! Воплощённая молодость, изящество, и свежесть!»

## Сюжет

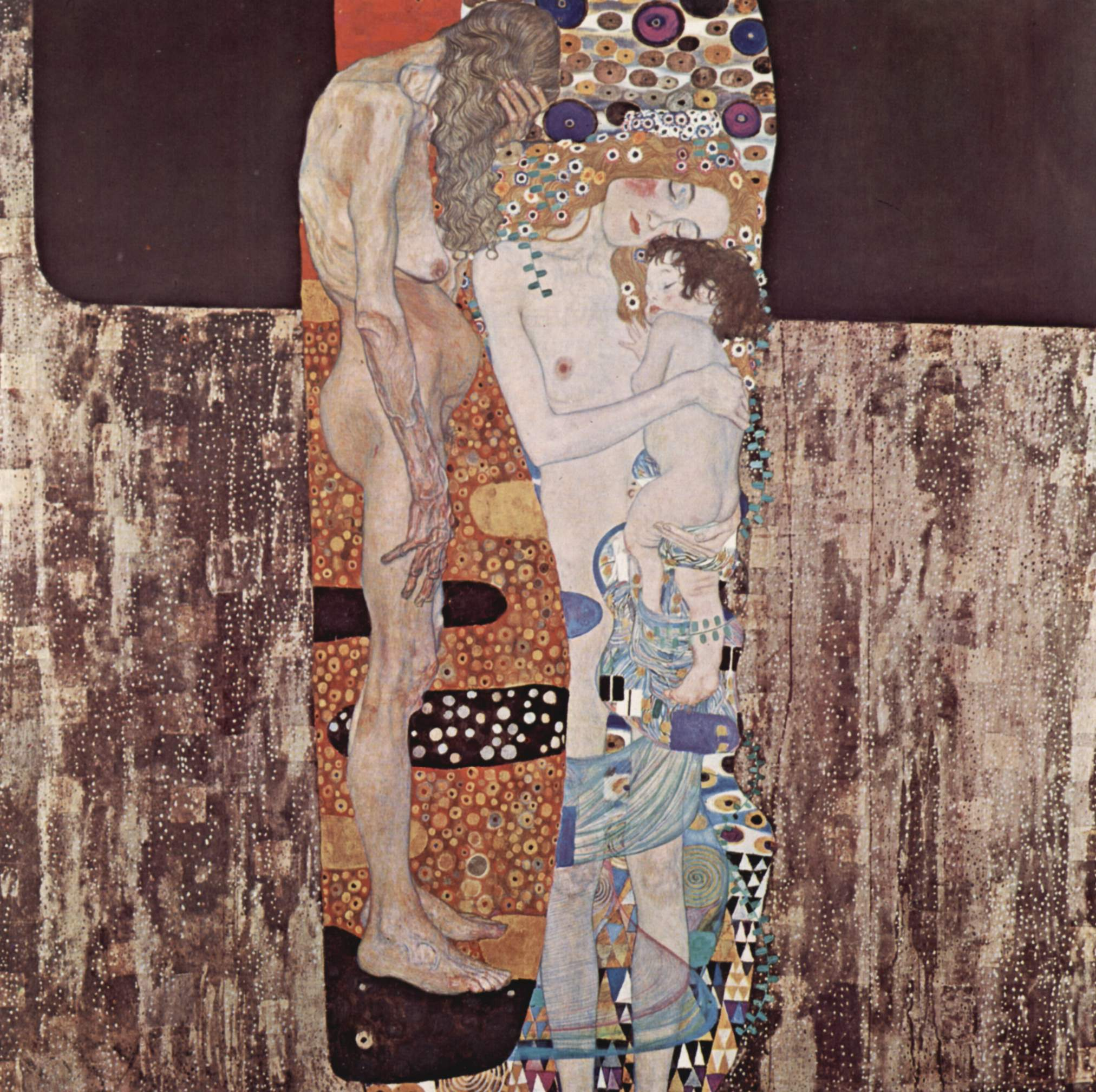
Три возраста женщины, Г. Климт, 1905

Пьер Карнье рассказал своему приятелю Анри Симону, как ему однажды открылась старость. Лет двадцать назад он встретил красивую и милую замужнюю женщину Жюли Лефевр, с которой у него завязался роман, продолжавшийся три месяца. Вскорости Карнье уехал в Америку, но там он не забыл возлюбленную: «Но мысль о ней жила во мне, упорная, всепобеждающая».
Прошло двенадцать лет. Однажды Карнье поехал к своим знакомым в Мезон-Лафит. «Когда поезд уже трогался, в вагон вошла толстая дама в сопровождении четырёх девочек. Я мельком взглянул на эту наседку, рыхлую, дебелую, с круглым, как луна, лицом, в ореоле соломенной шляпки, украшенной лентами». Этой женщиной была возлюбленная Карнье — Жюли Лефевр.
Когда Карнье узнал об этом, он взволновался: «Никогда не переживал я такого удара. На минуту мне показалось, что всё кончено для меня! Я почувствовал, что пелена спала с моих глаз и теперь мне откроется что-то ужасное, потрясающее».
«Я растерянно глядел на неё. Потом взял её за руку, и слезы навернулись мне на глаза. Я оплакивал её молодость, я оплакивал её смерть, — потому что эту толстую даму я не знал».
Жюли Лефевр тоже не сразу узнала давнего знакомого: «Да и вы изменились! Сперва я решила, что обозналась. Вы совсем седой. Подумать только, прошло двенадцать лет! Двенадцать лет! Моей старшей дочке уже десять».
Новелла заканчивается следующими строчками:
Вечером, сидя дома, один, я долго разглядывал себя в зеркале, очень долго. И в конце концов вспомнил, каким я был раньше, мысленно представил себе и тёмные усы, и чёрные волосы, и молодое выражение лица. Теперь я уже старик. Прощай, жизнь!